# 廣瀨幸雄
廣瀨幸雄（日语：／ Hirose Yukio，1940年11月30日—）是一名日本計算機科學家，金澤大學名譽教授，曾擔任理學部計算科學系教授及大學院自然科學研究科特聘教授，並取得工學博士學位。

## 生平
廣瀨出生於石川縣金澤市。1963年畢業於金澤大學理學部，1966年修完金澤大學理學研究科碩士課程。1970年擔任金澤工業大學助理教授，1973年起擔任金澤大學助理教授，1985年晉升為金澤大學教授，2006年起擔任金澤大學大學院特聘教授。2009年因「超音波測量法於骨密度評估的開發與推廣」獲得文部科學大臣獎。2021年獲頒瑞寶中綬章。

## 研究工作
廣瀨對咖啡有深入研究，擔任日本咖啡文化學會副會長，並隸屬於咖啡科學委員會，在大學開設「咖啡學」課程。他在30多歲時，因看到大學附近咖啡店的老闆用平底鍋炒咖啡豆而產生興趣，開始研究咖啡豆的化學成分，甚至走訪40多個咖啡產地。此外，他還開發了可防止咖啡豆氧化的氫燃料烘焙機。
在調查兼六園內的日本武尊銅像損壞情況時，他發現高砷含量的銅像會讓鴿子等鳥類難以接近，從而減少糞害。2003年，他以「鴿子不喜歡的銅像之化學分析」獲得搞笑諾貝爾獎化學獎。
此外，他還研究了人造戶室石的開發、山中溫泉與氫水的相關課題。

## 著作
- 廣瀨幸雄、藤田春彥著《基礎材料工學》（日新出版，1992年）
- 廣瀨幸雄著（旭屋出版，2007年）
- 廣瀨幸雄、圓尾修三、星田宏司著《咖啡學入門》（人間の科学新社，2007年）

## 備註
1. ↑   (PDF). 内閣府: 19. 2021/4  [2023-02-16]. （原始内容存档 (PDF)于2024-08-01）.
2. ↑  矢部智子 「「コーヒー」で単位のとれる大学がある （页面存档备份，存于）」 エキサイトニュース、2005年3月7日
3. ↑  「ハトを寄せ付けない銅像」広瀬幸雄さん／世界に向かう「なんで？」／今コーヒーの本質に迫る『日本経済新聞』朝刊2017年10月8日（NIKKEI The STYLE）
4. ↑  コーヒー研究の果てに1万坪の土地を購入　「イグノーベル賞」を受賞した日本人学者の実に凄い研究（1） （页面存档备份，存于） 週刊新潮2015年1月15日号